# Tournoi de tennis de Chimkent
Le Shymkent Challenger est un tournoi international de tennis masculin du circuit professionnel Challenger. Il a lieu tous les ans au mois de mai à Chimkent, au Kazakhstan. Il a été créé en 2017 et se joue sur terre battue en extérieur.

## Palmarès messieurs

### Simple
| Année    | Dotation | Vainqueur         | Finaliste           | Score          |
| -------- | -------- | ----------------- | ------------------- | -------------- |
| 2017     | 50 000 $ | Ričardas Berankis | Yannick Hanfmann    | 6-3, 6-2       |
| 2018     | 50 000 $ | Yannick Hanfmann  | Roberto Cid Subervi | 7-63, 4-6, 6-2 |
| 2019     | 54 160 $ | Andrej Martin     | Dmitry Popko        | 5-7, 6-4, 6-4  |
| 2019 (2) | 54 160 $ | Andrej Martin     | Stefano Travaglia   | 6-4, 6-4       |

### Double
| Année    | Vainqueurs                                | Finalistes                         | Score            |
| -------- | ----------------------------------------- | ---------------------------------- | ---------------- |
| 2017     | Hans Podlipnik-Castillo Andrei Vasilevski | Clément Geens Juan Pablo Paz       | 6-4, 6-2         |
| 2018     | Lorenzo Giustino Gonçalo Oliveira         | Lucas Miedler Sebastian Ofner      | 6-2, 7-64        |
| 2019     | Jurij Rodionov Emil Ruusuvuori            | Gonçalo Oliveira Andrei Vasilevski | 6-4, 3-6, [10-8] |
| 2019 (2) | Nikola Čačić Yang Tsung-hua               | André Göransson Marc-Andrea Hüsler | 6-4, 6-4         |